# ألفريد يرمانيش
ألفريد جيرمانيتش (Alfred Jermaniš) (21 يناير 1967 في سلوفينيا – )؛ هو لاعب كرة قدم سابق كان يلعب كلاعب وسط. يلعب مع منتخب سلوفينيا لكرة القدم منذ عام 1992.

## وصلات خارجية
- ألفريد يرمانيش على موقع الاتحاد الدولي (مؤرشف)  (الإنجليزية)
- ألفريد يرمانيش على موقع قاعدة بيانات كرة القدم.إي يو (الإنجليزية)
- ألفريد يرمانيش على موقع ناشيونال فوتبول تيمز (الإنجليزية)
- ألفريد يرمانيش على موقع Soccerway.com (الإنجليزية)
- ألفريد يرمانيش على موقع عالم كرة القدم.نت (الإنجليزية)
- National Football Teams